# Raja Permaisuri Agong

Stendardo della Raja Permaisuri Agong.

Il titolo di Raja Permaisuri Agong è il titolo dato alla consorte del Yang di-Pertuan Agong, il monarca capo di Stato della Malaysia.

## Significato del termine
Come il titolo di "Yang di-Pertuan Agong" è comunemente tradotto in "Re" nei paesi occidentali, il titolo di "Raja Permaisuri Agong" viene comunemente tradotto in "Regina". La parola malese Permaisuri deriva dal tamil பரமேஸ்வரி (Paramesvari) e dal sanscrito परमेश्वरी (Paramesvari), che vogliono dire "Suprema Dama Regina".
La Regina segue immediatamente il marito nell'ordine di precedenza malese.

## Status funzioni e privilegi
Il Yang di-Pertuan Agong viene eletto (di fatto a rotazione) ogni cinque anni tra i nove sovrani ereditari degli stati della Malesia. Quando un monarca viene eletto come Yang di-Pertuan Agong, la sua consorte diventa automaticamente la Raja Permaisuri Agong. In teoria, la detentrice del titolo di Raja Permaisuri Agong cambia ogni cinque anni, anche se potrebbe succedere prima a causa della morte o delle dimissioni del consorte.
Come molti coniugi dei capi di stato, la Raja Permaisuri Agong non ha alcun ruolo ufficiale stabilito nella Costituzione della Malesia. Accompagna il marito nelle funzioni ufficiali e nelle visite di stato, così come nell'ospitare capi di Stato in visita con i loro coniugi. L'articolo 34 della Costituzione malese vieta alla Raja Permaisuri Agong di frequentare appuntamenti su compenso o di impegnarsi attivamente in qualsiasi impresa commerciale. La sovrana è, tuttavia, legalmente autorizzata a ricevere un pagamento annuale, che è incluso nella lista civile del Yang di-Pertuan Agong.
Le ex Raja Permaisuri Agong i cui mariti sono deceduti possono ricevere una pensione dalla lista civile del governo federale.

## Elenco
| N° | Raja Permaisuri Agong                                     | Foto | Consorte di                       | Data inizio       | Data fine         | Stato           |
| -- | --------------------------------------------------------- | ---- | --------------------------------- | ----------------- | ----------------- | --------------- |
| 1  | Tunku Kurshiah binti Almarhum Tunku Besar Burhanuddin     |      | Abdul Rahman di Negeri Sembilan   | 31 agosto 1957    | 1º aprile 1960    | Negeri Sembilan |
| 2  | Raja Jema'ah binti Almarhum Raja Ahmad                    |      | Hisamuddin di Selangor            | 14 aprile 1960    | 1º settembre 1960 | Selangor        |
| 3  | Tengku Budriah binti Tengku Ismail                        |      | Putra di Perlis                   | 21 settembre 1960 | 20 settembre 1965 | Perlis          |
| 4  | Tengku Intan Zaharah binti Tengku Omar                    |      | Ismail Nasiruddin di Terengganu   | 21 settembre 1965 | 20 settembre 1970 | Terengganu      |
| 5  | Tunku Bahiyah binti Almarhum Tuanku Abdul Rahman          |      | Abdul Halim di Kedah              | 21 settembre 1970 | 20 settembre 1975 | Kedah           |
| 6  | Tengku Zainab II binti Tengku Muhammad Petra              |      | Yahya Petra di Kelantan           | 21 settembre 1975 | 29 marzo 1979     | Kelantan        |
| 7  | Tengku Hajjah Afzan binti Tengku Panglima Perang Muhammad |      | Ahmad Shah di Pahang              | 26 aprile 1979    | 25 aprile 1984    | Pahang          |
| 8  | Tengku Zanariah binti Tengku Panglima Raja Ahmad          |      | Iskandar di Johor                 | 26 aprile 1984    | 25 aprile 1989    | Johor           |
| 9  | Tuanku Bainun binti Mohamad Ali                           |      | Azlan Shah di Perak               | 26 aprile 1989    | 25 aprile 1994    | Perak           |
| 10 | Tunku Najihah binti Almarhum Tunku Besar Burhanuddin      |      | Ja'afar di Negeri Sembilan        | 26 aprile 1994    | 25 aprile 1999    | Negeri Sembilan |
| 11 | Tuanku Siti Aishah binti Abdul Rahman                     |      | Salahuddin di Selangor            | 26 aprile 1999    | 21 novembre 2001  | Selangor        |
| 12 | Tuanku Fauziah binti Almarhum Tengku Abdul Rashid         |      | Tuanku Syed Sirajuddin            | 13 dicembre 2001  | 12 dicembre 2006  | Perlis          |
| 13 | Tuanku Nur Zahirah (Rozita binti Adil Bakeri)             |      | Mizan Zainal Abidin di Terengganu | 13 dicembre 2006  | 12 dicembre 2011  | Terengganu      |
| 14 | Tuanku Hajah Haminah binti Hamidun                        |      | Abdul Halim di Kedah              | 13 dicembre 2011  | 12 dicembre 2016  | Kedah           |
| 15 | Tunku Azizah Aminah Maimunah                              |      | Abdullah di Pahang                | 31 gennaio 2019   | 30 gennaio 2024   | Pahang          |
| 16 | Raja Zarith Sofiah binti Almarhum Sultan Idris Shah       |      | Ibrahim Iskandar di Johor         | 31 gennaio 2024   |                   | Johor           |